# 1057 Wanda
1057 Wanda är en asteroid i huvudbältet som upptäcktes den 16 augusti 1925 av den ryske astronomen Grigorij Sjajn. Dess preliminära beteckning var 1925 QB. Den namngavs senare efter den polska och ryska författarinnan Wanda Wasilewska.
Den upptäcktes oberoende den 19 augusti av Karl Wilhelm Reinmuth, som rapporterade först.
Wandas senaste periheliepassage skedde den 17 juli 2019.[Uppdatering behövs] Fotometriska observationer 2004-2005 har gett vid handen att asteroiden har en rotationstid på 28,49 ± 0,03 timmar och en variation i ljusstyrka på 0,14 ± 0,02 magnituder.